# Ананг, Эрик Аджетей
Эрик Аджетей Ананг (англ. Eric Adjetey Anang, произношениео файле) — скульптор, родившийся в Теши, Гана, где он сейчас живёт и работает.

## Биография
В 2001 году Эрик Аджетей Ананг организует образовательный проект, использующий изобразительные гробы, вместе с музеем Гидан Макама и Альянс Франсез города Кано в Нигерии.
В 2005, после окончания средней школы, он возглавляет мастерскую Кане Квей, основанную его дедушкой, Сет Кане Квей (1922—1992). За несколько лет он становится одним из самых известных художников создателей оригинальных гробов в Гане.

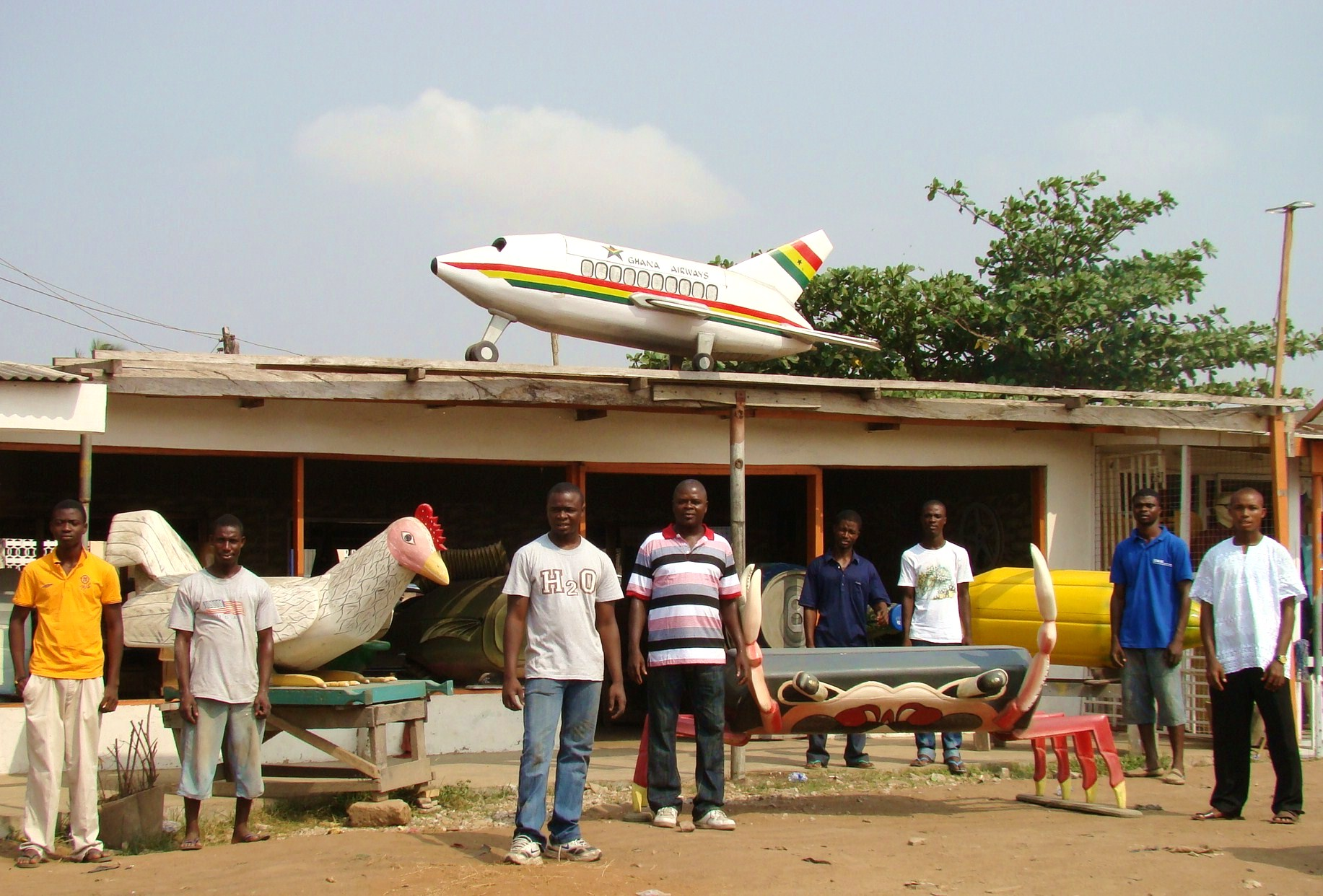
В мастерской Кане Квей, постановка Ги Эрсан — 10 января 2010

В 2009 Эрик Аджетей Ананг и его работы становятся сюжетом рекламного клипа энергетического напитка Aquarius на испанском рынке. В этом же году он участвует в проекте Boulevard Amandla в Анвере, Бельгия, и организует резиденцию для художника и преподавателя Микаэля Дефорест летом 2009 года в сотрудничестве с Колледжем Искусств и Ремёсел Портланда, Орегон, США.
В январе 2010 года он участвует в художественном проекте Please do not move! в Теши под руководством французского фотографа Ги Эрсан. В конце этого же года он представляет ганских дизайнеров на Всемирном Фестивале Негритянского Искусства в Дакаре, для которого он строит мебель в форме i-phone.
Он также участвует в антропологическом исследовании племени Га вместе с Робертой Бонетти и отделением Истории антропологии Университета Болоньи в Италии.
В 24 года Эрик Аджетей Ананг был назван Жан-Кристофом Серван «примером для городской африканской молодёжи» в статье Le Monde Diplomatique.
Его работы находятся в частных и публичных коллекциях в Европе, США и Канаде. Их можно отнести к эфемерному искусству.
Эрик Аджетей Ананг член Foundation for Contemporary Art (Гана) с 2007 года и является пайщиком в ADAGP с 2010 года.

## Выставки, медиа

### 2011
- Статья, опубликованная в бесплатном журнале Mondomix, Франция[10].

### 2010
- Видео, показанное по каналу CNN International[11], и фотографии в серии передач «Inside Africa» канала BBC[12].
- Статья, опубликованная в канадском журнале Spezzatino[13].
- Репортаж на канале France 24, Франция[14].
- Заказ скульптуры, изображающей бакалейную лавку, отделением Археологии Университета Ганы в Легоне для Музея Питт Риверс в Оксфорде, Великобритания.
- 26-минутный репортаж на государственном канале GBC-GTC, Гана.

### 2009
- Заказ гроба для Королевского музея Онтарио, Онтарио, Канада.
- 52-минутный документальный фильм «Гана: Могилы на заказ». Режиссёр Филипп Лепинас. FTV Pôle TV5 / Grand Angle Productions, Франция.
- 26-минутная передача про мастерскую Кане Квей. El Mondo TV, Мадрид, Испания
- Интернет статья «Выставка гробов из Ганы в Антверпене, Бельгия» про участие мастерской Кане Квей в проекте Boulevard Amandla[15].
- Одночасовая радио передача, посвященная мастерской Кане Квей и ганскому поэту Нии Ай, проживающему в Лондоне. Radio Central, Антверпен, Бельгия
- Заказ восьми гробов. Частный коллекционер, Лос-Анджелес, Калифорния, США.

### 2008
- Одночасовая передача «Момент с Мо Абуду» про работы мастерской Кане Квей. Studios M-Net TV, Лагос, Нигерия.
- Заказ двух гробов. Частный коллекционер, Нидерланды.
- Интервью с Эриком Аджетей Ананг. Arte Television, Германия.